# Лимбуш
Лимбуш (словен. Limbuš) — поселення в общині Марибор, Подравський регіон‎, Словенія.